# جزيرة كيدومبيت الغربية
جزيرة كيدومبيت الغربية وهي جزيرة من جزر إندونيسيا، وتقع مقاطعة بيناجام باسر الشمالية في إقليم كالمنتان الشرقية في إندونيسيا.